# World Press Photo
World Press Photo est une organisation indépendante et non lucrative fondée en 1955 et basée à Amsterdam, aux Pays-Bas. World Press Photo est mondialement reconnue pour son concours annuel de photographie de presse.

## Historique
Son but est de stimuler et soutenir le développement du photojournalisme, d'encourager la transmission de connaissances dans ce domaine et de promouvoir l'échange libre et non-restreint de l'information. Cette organisation travaille à l'échelle internationale. Elle organise ainsi de nombreux évènements à travers le monde : conférences, ateliers et, une fois par an, le "Joop Swart Masterclass".
Elle est connue surtout pour organiser chaque année un prestigieux concours de photojournalisme, avec de nombreuses catégories en plus de la « World Press Photo de l'année » :
| - Spot News - General News - People in the News - Sports Action | - Sports Features - Contemporary Issues - Daily Life | - Portraits - Arts and Entertainment - Nature. |

Une fois les lauréats annoncés, les photographies gagnantes sont réunies dans une exposition itinérante qui visite 40 pays différents et touche des millions de visiteurs. De plus, un livre montrant ces photos est édité en 6 langues.

## Quelques lauréats du World Press Photo

### World Press Photo de l'année
- 1955 : Mogens von Haven
- 1956 : Helmuth Pirath
- 1957 : Douglas Martin
- 1958 : Stanislav Tereba
- 1959 :
- 1960 : Prix non décerné
- 1961 : Yasushi Nagao[2]
- 1962 : Héctor Rondón Lovera
- 1963 : Malcolm Browne
- 1964 : Don McCullin
- 1965 : Kyōichi Sawada
- 1966 : Kyōichi Sawada
- 1967 : Co Rentmeester
- 1968 : Eddie Adams
- 1969 : Hanns-Jörg Anders
- 1970 :
- 1971 : Wolfgang Peter Geller
- 1972 : Nick Ut
- 1973 : Orlando Lagos
- 1974 : Ovie Carter
- 1975 : Stanley Forman
- 1976 : Françoise Demulder
- 1977 : Leslie Hammond
- 1978 : Sadayuki Mikami
- 1979 : David Burnett
- 1980 : Mike Wells
- 1981 : Manuel Pérez Barriopedro
- 1982 : Robin Moyer
- 1983 : Mustafa Bozdemir
- 1984 : Pablo Bartholomew
- 1985 : Frank Fournier
- 1986 : Alon Reininger
- 1987 : Anthony Suau
- 1988 : David Turnley
- 1989 : Charlie Cole
- 1990 : Georges Mérillon
- 1991 : David Turnley
- 1992 : James Nachtwey
- 1993 : Larry Towell
- 1994 : James Nachtwey
- 1995 : Lucian Perkins
- 1996 : Francesco Zizola
- 1997 : Hocine
- 1998 : Dayna Smith
- 1999 : Claus Bjørn Larsen
- 2000 : Lara Jo Regan
- 2001 : Erik Refner
- 2002 : Eric Grigorian
- 2003 : Jean-Marc Bouju
- 2004 : Arko Datta
- 2005 : Finbarr O'Reilly
- 2006 : Spencer Platt
- 2007 : Tim Hetherington
- 2008 : Anthony Suau
- 2009 : Pietro Masturzo
- 2010 : Jodi Bieber
- 2011 : Samuel Aranda
- 2012 : Paul Hansen
- 2013 : John Stanmeyer[3]
- 2014 : Mads Nissen
- 2015 :
- 2016 : Warren Richardson
- 2017 : Burhan Özbilici
- 2018 : Ronaldo Schemidt[4]
- 2019 : John Moore[5].
- 2020 : Yasuyoshi Chiba[6]
- 2023 : Evgeniy Maloletka[7]

### Spot News
| - 1956 : Antoine Rulmont (1er prix) • L. Garnade (2e prix) • Günther Krüger (3e prix) - 1957 : Douglas Martin (1er prix) • Simon E. Smit (2e prix) • Nikola Bibic (3e prix) - 1958 : Colin Fletcher (1er prix) • A. Tzersarsk (2e prix) • Daniel Camus (3e prix) - 1964 : Jaime Guerrero Castrillon (1er prix) • Eddie Adams (2e prix) • Stig Naess (3e prix) - 1965 : Kyoichi Sawada (1er prix) • Zamanianne Djahanguir (2e prix) • Eddie Adams (3e prix) - 1968 : Eddie Adams (1er prix) • Terence Spencer (2e prix) • Ron Bennett (3e prix) - 1973 : Orlando Lagos (1er prix) • Elio Vergati (2e prix) • Fred Schoellhorn (3e prix) - 1995 : Sholihuddin (1er prix) • Carol Guzy (2e prix) • Jim Argo (3e prix) - 2000 : Yuri Shtukin (1er prix) • Alan Diaz (2e prix) • Suhaib Salem (3e prix) - 2001 : Luc Delahaye (1er prix) • Antoine Serra (2e prix) • Richard Drew (3e prix) | - 2002 : Tomohisa Kato (1er Prix) • Noël Quidu (2e Prix) • Justin Sutcliffe (3e Prix) - 2003 : Ahmed Jadallah (1er Prix) • Atta Kenare (2e Prix) • Kuni Takahashi (3e Prix) - 2004 : Arko Datta (1er Prix) • Shaul Schwarz (2e Prix) • Juan Medina (3e Prix) - 2005 : Mohamad Azakir (1er Prix) • Chris Hondros (2e Prix) • Edmond Terakopian (3e Prix) - 2006 : Akintunde Akinleye (1er Prix) • Arturo Rodríguez (2e Prix) • Mohammed Ballas (3e Prix) - 2007 : John Moore (1er Prix) • Bold Hungwe (2e Prix) • Stephen Morrison (3e Prix) - 2008 : Chen Qinggang (1er Prix) • Henk Kruger (2e Prix) • Gleb Garanich (3e Prix) - 2009 : Adam Ferguson (1er Prix) • Mohammed Salem (2e Prix) • Julie Jacobson (3e Prix) - 2010 : (1er Prix) • (2e Prix) • (3e Prix) - 2011 : Péter Lakatos (1er Prix) • Daniel Morel (2e Prix) • Uwe Weber (3e Prix) - 2012 : Yuri Kozyrev (1er Prix singles) • Massoud Hossaini (2e Prix singles) • Koichiro Tezuka (1er Prix stories) - 2017 : Jamal Taraqai (1er Prix singles) • Abd Doumany (2e Prix singles) • Burhan Özbilici (1er Prix stories) - 2018 : Ronaldo Schemidt (1er Prix singles) • Ryan Kelly (2e Prix singles) • David Becker (1er Prix stories) |

### Spot News stories
- 1985, Frank Fournier
- 1992, Luc Delahaye (1er prix)

### General News
- 1986  Alfred Yaghobzadeh (1er prix, News Feature)[8]
- 1992 : Ken Oosterbroek (2e Prix, stories)
- 1998 : Francesco Zizola (1er Prix, singles)
- 1998 : Francesco Zizola (2e Prix, stories)
- 2006 : Kent Klich
- 2007 : Balazs Gardi (1er Prix, singles)
- 2007 : Stanley Greene (2e Prix, singles)
- 2007 : Takagi Tadatomo (3e Prix, singles)
- 2012 : Alex Majoli (1er Prix, singles) ; Rémi Ochlik (1er Prix, stories)
- 2014 : William Daniels (photographe) (2e second prize stories)[9]

### People in the News
- 2012 :
  - Samuel Aranda, 1er prix image unique
  - Yasuyoshi Chiba, 1er prix série
- 2009 : Callie Shell, 1er prix série
- 2001 : Jan Grarup, 1er prix série
- 2000 : Paolo Pellegrin, 1er prix
- 1997 : Francesco Zizola, 1er prix série
- 1996 : Derek Hudson, 1er prix série
- 1995 : Francesco Zizola, 1er prix série
- 1993 : Luc Delahaye,
- 1992 : Stéphane Compoint, 1er prix série
- 1991 : Daniel Lainé, 1er prix
- 1988 :
  - série :
    - Gianni Giansanti, 1er prix
    - Derek Hudson, 2e prix
    - Yang Shaoming, 3e prix

  - image unique :
    - Youri Abramochkine (en), 1er prix
    - Carol Guzy, 2e prix
    - S. K. Kim, 3e prix
- 1977 :
  - Harald Schmitt (de), 1er prix
  - Monte Fresco (en), 2e prix
  - Bob Aylott, 3e prix
  - Bryan Wharton (en), mention
- 1975, Hugo Estenssoro, 2e prix série

### Science & Technology
- 1990, Raphaël Gaillarde, 2e prix, stories
- 1991, Raphaël Gaillarde, 2e prix, stories
- 1996, Lennart Nilsson, stories
- 1997, Francis Latreille, 2e prix, singles[10]
- 2000, Raphaël Gaillarde, 3e prix, stories

### Sports Action
- 2009, Gareth Copley
- 2008, Paul Mohan
- 2007, Ivaylo Velev
- 2006, Max Rossi
- 2005, John Mabanglo
- 2004, Jan Šibík (3e prix)
- 1990, Gérard Vandystadt (1er prix)
- 1986, Alain Ernoult[11]

### Sports Features
- 2013, Denis Rouvre (2e Prix, stories)
- 2010, Denis Rouvre (2e Prix)
- 2007, Pep Bonet (2e Prix)
- 2006, Franck Seguin
- Adam Pretty, primé en 1999, 2003, 2004, 2005.

### Contemporary Issues
- 2006, Joao Silva, (2e prix, Singles)
- 2008, Jean Revillard (1er prix Stories)[12] ; William Daniels (photographe) (3e prix prize singles)[13]
- 2009, Pierre-Olivier Deschamps, (1er prix, Singles)
- 2012, Brent Stirton (1er Prix singles) ; Stephanie Sinclair (1er Prix stories)
- 2014, Giulio Di Sturco (1er Prix stories)
- 2017, Jonathan Bachman, (1er prix, Singles)
- 2018, Jesco Denzel (1er Prix singles) ; Heba Khamis (1er Prix stories)
- 2019, Mary F. Calvert, (2e prix, ?) ; Olivia Harris (1er Prix, stories)[14]
- 2021, Pablo Tosco (1er Prix singles) pour sa photo Yémen : la faim, une autre blessure de guerre

### Daily Life
- 2017, Paula Bronstein (1er Prix, Stories)
- 2014, Michele Palazzi (1er Prix stories)
- 2012, Damir Sagolj (1er Prix singles) ; Alejandro Kirchuk (1er Prix stories)
- 2010, Gihan Tubbeh
- 2006, Jacob Aue Sobol
- 2004, Krisanne Johnson (2e Prix, Singles)
- 2002, Francesco Zizola (2e Prix, Stories)

### Portraits
- 2019, Sanne De Wilde et Bénédicte Kurzen (Prix stories)
- 2012, Laerke Posselt (1er Prix singles) ; Donald Weber (1er Prix stories) ; Denis Rouvre (3e Prix singles)
- 2009, Laura Pannack
- 2008, Yuri Kozyrev
- 2008, Chuck Close, (2e Prix, singles)[15]
- 2007, Platon, (1er Prix, singles)
- 2007, Simona Ghizzoni, (3e Prix, singles)
- 2007, Vanessa Winship, (1er Prix, stories)
- 2007, Benjamin Lowy, (2e Prix, stories)
- 2007, Lana Slezic, (3e Prix, stories)
- 2006, Paolo Pellegrin, (1er Prix)
- 2005, Pieter Hugo (1er Prix, Singles)
- 2004, Francesco Zizola
- 2004, Isabel Munoz (3e Prix, stories)
- 2003, Nick Danziger

### Arts and Entertainment
- 2012, David Goldman (1er Prix singles) ; Rob Hornstra (1er Prix stories)
- 2009, Malick Sidibé
- 2008, Giulio Di Sturco
- 2007, Ariana Lindquist
- 2006, Espen Rasmussen
- 2005, Shayne Robinson
- 2004, Tommaso Bonaventura
- 2003, Emanuele Scorcelletti
- 2002, Dan Winters
- 2001, Narelle Autio
- 2000, Angelo Turetta
- 1999, Isabel Munoz (2e Prix)
- 1996, Stéphane Compoint (3ème prix)
- 1993, Cristina García Rodero
- 1991, Jean-Christian Bourcart
- 1985, Torbjörn Andersson

### Arts and Entertainment stories
- 2009, Kitra Cahana
- 2008, Roger Cremers
- 2007, Rafal Milach
- 2006, Denis Darzacq
- 2005, Åsa Sjöström
- 2004, Lars Tunbjörk
- 2003, Peter Bialobrzeski (1er Prix)[16]

### Nature
| - 1981 : non décerné - 1982 : Alexander V. Lyskin (1er Prix) • Michael Melford (2e Prix) • Jose Manuel Martos Sanchez (3e Prix) - 1983 : Mihály Moldvay (1er Prix) • (2e Prix) non décerné • (3e Prix) non décerné - 1984 : Steve McCurry (1er Prix) • Anatoli Jolis (2e Prix) • Yuri Kaver (3e Prix) - 1985 : James A. Sugar (1er Prix) • John Launois (2e Prix) • Thomas Pflaum (3e Prix) - 1986 : James Balog (1er Prix) • Anacleto Rapping (2e Prix) • José Azel (3e Prix) - 1987 : Jim Brandenburg (1er Prix) • George Rose (2e Prix) • Valery Hache (3e Prix) - 1988 : Philip Vanoutrive (1er Prix) • Christopher North (2e Prix) • Frans Lanting (3e Prix) - 1989 : Frans Lanting (1er Prix) • Eric Mencher (2e Prix) • Frans Lanting (3e Prix) - 1990 : Stéphane Duroy (1er Prix) • Jean Guichard (2e Prix) • Frans Lanting (3e Prix) - 1991 : Alberto Garcia (1er Prix) • Steve McCurry (2e Prix) • Michael Nichols (3e Prix) - 1992 : Julio Etchart (1er Prix) • Pierre Perrin (2e Prix) • Michel Gunther (3e Prix) - 1993 : Claudio Herdener (1er Prix) • Frans Lanting (2e Prix) • Andrew Testa (3e Prix) - 1994 : non décerné - 1995 : Olivier Blaise (1er Prix) • Jeff Vinnick (2e Prix) • Bryan Patrick (3e Prix) - 1996 : Michel Denis-Huot (1er Prix) • Mark Wilson (2e Prix) • Tom Reese (3e Prix) - 1997 : Xavier Desmier (1er Prix) • Arthur Harvey (2e Prix) • Jim Leachman (3e Prix) - 1998 : Tomasz Gudzowaty (1er Prix) • Eduardo Verdugo (2e Prix) • Saurabh Das (3e Prix) - 1999 : Enric F. Martí (1er Prix) • Tomasz Gudzowaty (2e Prix) • Olivier Boëls (3e Prix) | - 2000 : Bo Thomassen (1er Prix) • Jacqueline Mia Foster (2e Prix) • Andrés Emilio Salinero (3e Prix) - 2001 : Genevieve Renson (1er Prix) • Jim Lavrakas (2e Prix) • Viviane Moos (3e Prix) - 2002 : Antonin Kratochvil (1er Prix) • Carlos Spottorno (2e Prix) •Jon Lowenstein (3e Prix) - 2003 : Mark Zaleski (1er Prix) • Gérard Julien (2e Prix) • Jon Lowenstein (3e Prix) - 2004 : Jahi Chikwendiu (1er Prix) • Pierre Holtz (2e Prix) • Eric Travers (3e Prix) - 2005 : Massimo Mastrorillo (1er Prix) • Pål Hermansen (2e Prix) • Halden Krog (3e Prix) - 2006 : Michael Nichols (1er Prix) • Fayez Nureldine (2e Prix) • Jørgen Flemming (3e Prix) - 2007 : Fang Qianhua (1er Prix) • Jeff Hutchens (2e Prix) • Damon Winter (3e Prix) - 2008 : Carlos F. Gutiérrez (1er Prix) • Jeremy Lock (2e Prix) • Alexey Bushov (3e Prix) - 2009 : Joe Petersburger (1er Prix) • Nick Cobbing (2e Prix) • Paolo Patrizi (3e Prix) - 2010 : (1er Prix) • (2e Prix) • (3e Prix) - 2011 : Thomas P. Peschak (1er Prix) • Reinhard Dirscherl (2e Prix) • Olivier Grunewald (3e Prix) - 2012 : Jenny E. Ross (1er Prix singles) ; Brent Stirton (1er Prix stories) - 2017 : Francis Pérez (1er Prix singles) ; Brent Stirton (1er Prix stories) - 2018 : Corey Arnold (1er Prix singles) ; Ami Vitale (1er Prix stories) |

### Long term projects
- 2019 : Sarah Blesener, stories, 1er  Prix
- 2020 : 
  - Romain Laurendeau pour Kho, la genèse d‘une révolte[17].
  - Sabiha Çimen, Stories, 2e prix pour Hafizas, les gardiennes du Coran[18].

### Story of the Year
- 2020 : Romain Laurendeau, pour « Kho, la genèse d‘une révolte »[17].

### Inconnu
- Dominique Aubert
- Yan Morvan (1984)
- Reza Deghati (1983)
- Eli Reed (1988)
- Charles Mason
- Robert Polidori (1998)
- Claudine Doury (2000)
- Trent Parke
- Kai Wiedenhöfer (2002)
- Julien Daniel (2000 et 2001)
- Michael von Graffenried (1989)
- Henri Bureau (1974)
- Barbara Gluck (1973)